# Ouest lausannois
Ouest lausannois (Frans: District de 'l Ouest lausannois, Duits: Bezirk Lausanne-West) is een bestuurlijke eenheid in het kanton Vaud. De hoofdplaats is Renens. Het district is ontstaan uit het verplaatsen van gemeenten uit de bestaande districten Lausanne en Morges 
en hebben daarbij dit district gevormd.
Het district bestaat uit 8 gemeenten, heeft een oppervlakte van 26.32 km² en heeft 70.348 inwoners in 2013.
| Gemeentenaam           | Inwoners (2014) | Oppervlakte (km²) |
| ---------------------- | --------------- | ----------------- |
| Bussigny-près-Lausanne | 8180            | 4.82              |
| Chavannes-près-Renens  | 7215            | 1.65              |
| Crissier               | 7571            | 5.51              |
| Ecublens               | 12.164          | 5.71              |
| Prilly                 | 12.058          | 2.19              |
| Renens                 | 20.446          | 2.96              |
| Saint-Sulpice          | 3530            | 1.86              |
| Villars-Sainte-Croix   | 674             | 1.65              |